# Olonyeci járás

Az Olonyeci járás Karéliában

Az Olonyeci járás (oroszul Оло́нецкий район) Oroszország egyik járása Karéliában. Székhelye Olonyec.

## Népesség
- 2002-ben 27 034 lakosa volt, melyből 16 402 karjalai (60,7%), 8 748 orosz (32,4%), 719 fehérorosz (2,7%), 459 ukrán (1,7%), 277 finn (1%), 53 csecsen, 42 tatár, 41 lengyel, 37 azeri, 29 vepsze, 24 litván, 23 cigány, 20 mordvin.
- 2010-ben 23 124 lakosa volt.